# Корнилова, Зоя Афанасьевна
Зоя Афанасьевна Корнилова (22 мая 1939, Кыллах, Якутская АССР — 5 марта 2025, Москва) — депутат Государственной Думы Федерального Собрания РФ второго созыва.

## Биография
В 1966 году окончила Новосибирский институт советской кооперативной торговли по специальности экономист. Защитила кандидатскую диссертацию, доцент.
Работала заведующей сектором Института экономики комплексного освоения природных ресурсов Севера в г. Якутске.
Консультант Аппарата Совета Федерации Федерального Собрания РФ.
С 1990 по 1993 год — народный депутат РСФСР, член Совета Национальностей Верховного Совета РФ, член Высшего Экономического Совета при Президиуме Верховного Совета, председатель Комиссии Совета Национальностей по вопросам социального и экономического развития республик в составе РФ, автономных областей, автономных округов и малочисленных народов, член фракции «Суверенитет и равенство».
Скончалась 5 марта 2025 года в Москве в возрасте 85 лет.

## Звания и награды
- Заслуженный экономист РФ[2].
- Почётный гражданин Республики Саха (Якутия) (26 сентября 2014) — за особые заслуги в укрепление федерализма и парламентаризма, формировании и совершенствовании законодательства Российской Федерации и Республики Саха (Якутия), вклад в социально-экономическое развитие республики и многолетнюю плодотворную общественно-политическую деятельность